# Vladimír Čechura
Vladimír Čechura (23. září 1931 Chrást u Plzně – 18. března 2013) byl český lední hokejista a trenér. Patřil k tzv. obojživelníkům, nejvyšší soutěž hrál rovněž ve fotbale. Během roku 1968 odešel do Západního Německa.

## Hokejová kariéra

### Hráč
V československé nejvyšší soutěži hrál v 50. a 60. letech 20. století za Plzeň, Křídla vlasti Olomouc (během základní vojenské služby) a Litvínov (1961–1966). Nastupoval v útoku.

### Trenér
Po skončení hráčské kariéry se stal trenérem. V československé lize trénoval Litvínov (1966–1968), v zahraničí vedl mj. VfL/EC Bad Nauheim (1968–1970, 1979/80 a 1981/82), TSV Straubing (1980/81) a ECD Iserlohn (1982/83).

## Fotbalová kariéra
V československé lize hrál na pozici záložníka za ČSD Plzeň (dříve SK, později Lokomotiva), aniž by skóroval.

### Ligová bilance
| Ročník         | Zápasy | Góly | Minuty | Klub          |
| -------------- | ------ | ---- | ------ | ------------- |
| I. liga 1950   | –      | 0    | –      | ZSJ ČSD Plzeň |
| CELKEM I. LIGA | –      | 0    | –      |               |